# Temnosternus flavolineatus
Temnosternus flavolineatus là một loài bọ cánh cứng trong họ Cerambycidae.